# Pfarrhaus (Eichenau)

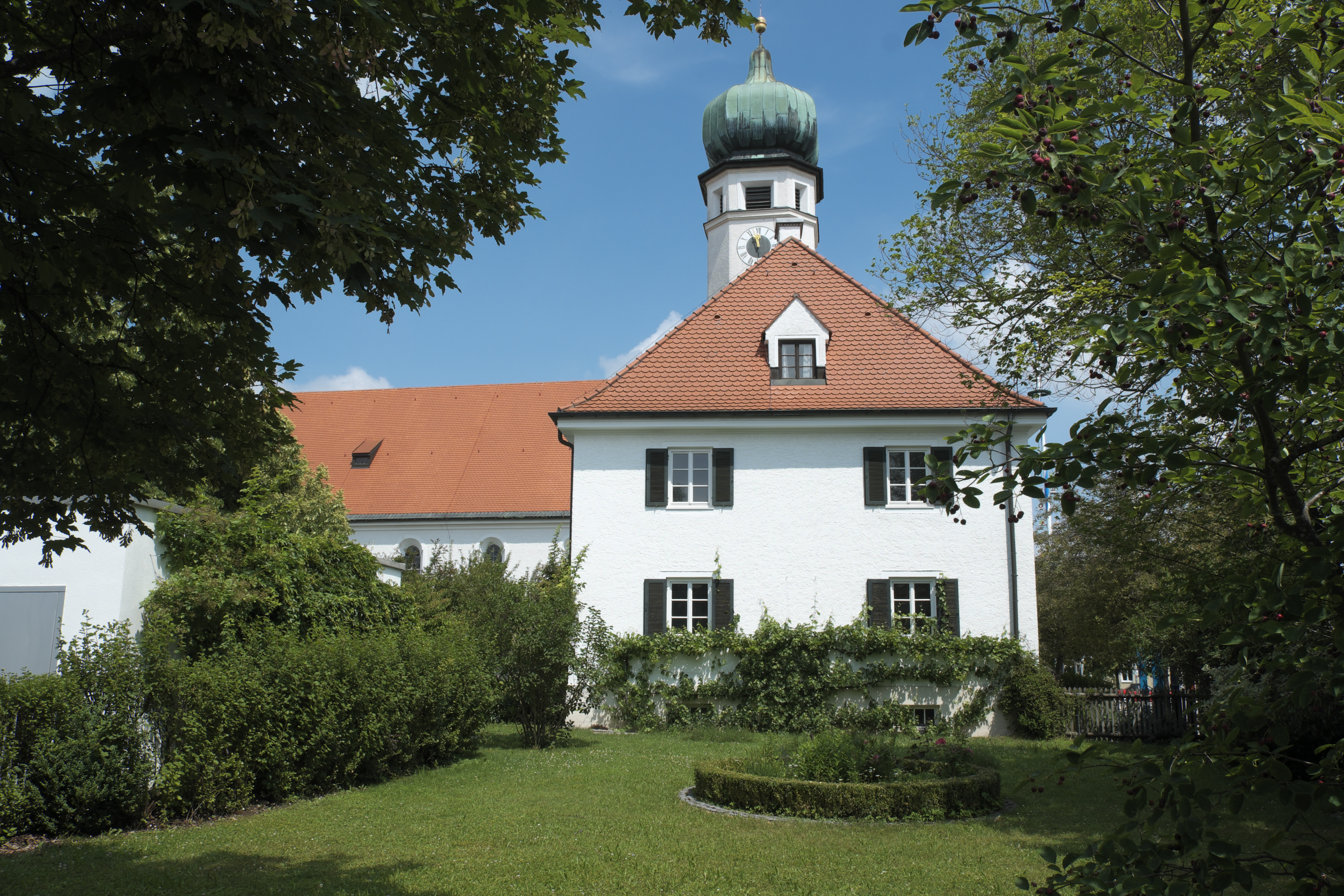
Pfarrhaus in Eichenau im Jahr 2018

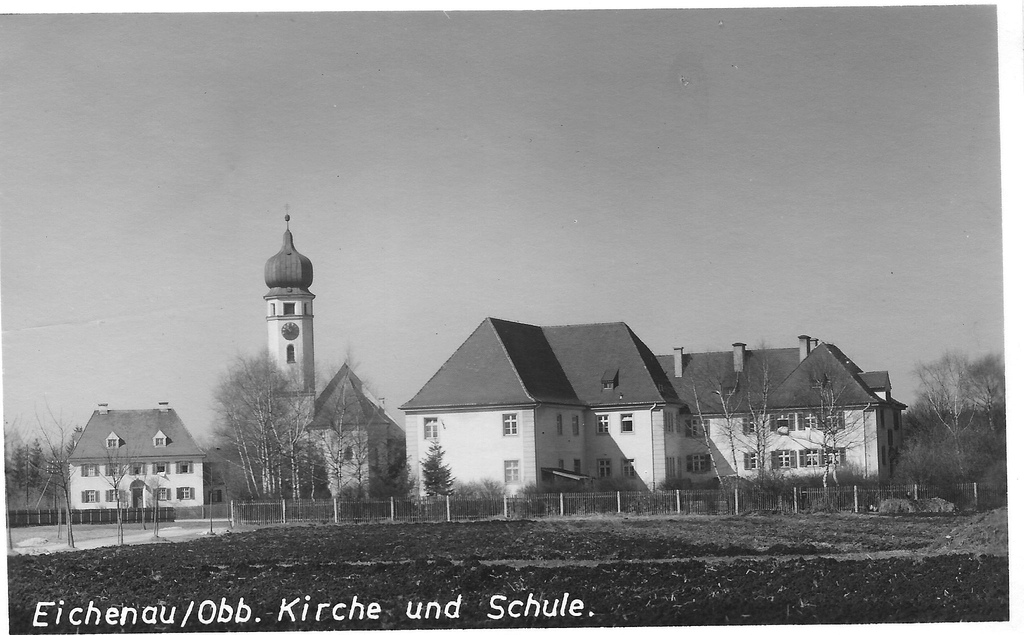
Pfarrhaus in Eichenau (links neben der Kirche), circa 1930

Das Pfarrhaus in Eichenau, einer oberbayerischen Gemeinde im Landkreis Fürstenfeldbruck, wurde 1926 errichtet. Das Pfarrhaus an der Hauptstraße 2, neben der katholischen Pfarrkirche Zu den Heiligen Schutzengeln, ist ein geschütztes Baudenkmal.
Der zweigeschossige Putzbau mit Walmdach und stehenden Dachgauben wurde nach Plänen des Architekten Franz Xaver Huf aus München errichtet, der auch für den Bau der Pfarrkirche im gleichen Jahr verantwortlich war. Das Gebäude besitzt fünf zu zwei Fensterachsen.